# Belin (Covasna)
Belin é uma comuna romena localizada no distrito de Covasna, na região histórica da Transilvânia. A comuna possui uma área de 70.70 km² e sua população era de 2723 habitantes segundo o censo de 2007.